# Jonathan Selleslagh
Jonathan Selleslagh est un pêcheur français, licencié au club de la Doguette Bray-Dunoise (comité Nord), et à la Fédération française des pêcheurs en mer (FFPM).
Il a été champion du monde de pêche du Bord de Mer par équipes en 2011 à Marina di Carrara (province de Massa et Carrare, Italie) (avec Jonathan Gambier, Christophe Verdier, William Vernay, et Jérome Lomonaco), et vice-champion de France individuel en 2010 (au Vieux Boucau).
La compétition s'effectue  avec une canne à pêche de quatre mètres, à moulinet garni de nylon ou de tresse, et avec des bas de ligne à trois empiles (hameçons).
Bars, dorades, soles, plies, congres, maquereaux, orphies, et tacauds sont autorisés, si leur taille dépasse les vingt centimètres.